# Temporada de ciclones del Índico Norte de 2009
La temporada de ciclones en el Índico Norte de 2009 fue un evento en el ciclo anual de la formación de ciclones tropicales. La temporada de ciclones del océano Índico Norte no tiene límites, pero los ciclones tienden a formarse entre abril y diciembre, con mayor incidencia entre mayo y noviembre. Estas fechas convencionalmente delimitan el período de cada año cuando la mayoría de los ciclones tropicales se forman en el norte del océano Índico.
El ámbito de este artículo se limita a la del océano Índico en el Hemisferio Norte, al este del Cuerno de África y al oeste de la península Malaya. Hay dos principales mares en el norte del océano Índico: el mar Arábigo, al oeste del subcontinente indio, abreviado ARB y la bahía de Bengala al este, abreviado BOB por el IMD.
El Centro Meteorológico Regional Especializado en esta cuenca es el Departamento de Meteorología de la India (IMD), mientras que el Centro Conjunto de Advertencia de Tifones (JTWC) emite informes no oficiales. La escala de ciclones tropicales para esta cuenca se detalla en la derecha. En promedio, entre 4 a 6 tormentas se forman de esta cuenca cada temporada.

## Nombre de tormentas
Estos son los nombres que fueron usados durante la temporada ciclónica en el 2009. Los nombres son usados consecuentemente y sólo una vez. Los nombres en negrita son de las tormentas formadas.
- Bijli
- Aila
- Phyan
- Ward